# 세르게이 알료시코프
세르게이 안드레예비치 알료시코프(러시아어: Сергей Андреевич Алёшков, 1936년 2월 15일 ~ 1990년 2월 1일)는 제2차 세계 대전에서 6세의 나이로 참전한 소련의 근대 역사상 최연소 소년병이다. 스탈린그라드 전투에 참가해 훈장을 수여받고 8세에 사관학교에 입학했다.

## 생애
제2차 세계대전이 시작되기 전에는 가족과 함께 그린 마을(현재의 칼루가주 울리아노프스크 지구)에 살았다. 세르게이의 아버지는 전쟁 전에 돌아가셨고 이반, 안드레이, 표트르, 그리고 막내 세르게이 등 4명이 고아가 됐다.
1941년 가을 나치에 점령된 마을은 빨치산 분견대의 거점이 되었고 주민들은 빨치산이 되었다. 그 중에는 세르게이의 어머니와 10세의 형 페차도 포함되어 있었다. 이들은 한 임무에서 나치에 붙잡혀 페이차는 교수형, 아들을 구하려던 어머니는 게슈타포에게 총살당했다. 1942년 8월 마을 빨치산 거점이 나치에 습격당했다. 주민들은 도망쳤고 세르게이도 실종됐다. 며칠 뒤 깡마른 모습으로 47친위소총사단 142친위소총연대 척후에게 발견돼 구조됐다.
소년 시절 세르게이는 자신의 성을 잘못 알고 알료시킨(Алёшкин)이라고 이름을 붙였다. 1942년 9월 8일 그는 당시 아직 아이가 없는 독신이던 제510친위소총연대 부대장 미하일 다닐로비치 볼로비노프에게 정식 입양됐다. 조국전쟁 사상 최연소 병사로 꼽힌다. 1942년 11월 초 연대와 함께 그는 스탈린그라드에 도착했다. 그래서 포화 속에서 도움을 청했고 연대장과 몇몇 장교들과 함께 매몰된 호 파기에 참여해 양아버지를 구했다. 이 공적으로 1943년 4월 26일자 명령 제013호로 전투공로상을 수여받았다.
전투 중 세르게이는 여러 차례 부상을 입었고 생명의 위험에 노출되는 일도 여러 차례 있었다. 그리고 1944년 폴란드에서 바실리 추이코프 사령관의 요청으로 툴라 수보로프 육군사관학교로 보내져 그곳에서 최연소 생도가 됐다. 스포츠에는 열심이었지만 건강 상태가 안 좋고 상처와 흡연 습관도 있어 수보로프 학교에 잘 다니지 못했고 결국 건강상의 이유로 사관학교에서 퇴학당했다.
세르게이는 하리코프에서 법률 학위를 받고 양부모 가족이 살던 첼랴빈스크에 살면서 일하기 시작했다. 그는 검찰청에서 수사관을 지냈고, 이후 검찰관을 지냈고, 후에 첼랴빈스크에서 플렉시글라스 공장 법률고문을 지냈다. 그는 두 번의 결혼과 이혼을 경험했다.
1990년 2월 1일, 통근 도중 버스 정류장에서 심장 발작으로 사망했다.